# Colonia Benito Juárez, Atoyac de Álvarez
Colonia Benito Juárez är en ort i Mexiko.   Den ligger i kommunen Coyuca de Benítez och delstaten Guerrero, i den södra delen av landet, 280 km söder om huvudstaden Mexico City. Colonia Benito Juárez ligger 482 meter över havet och antalet invånare är 147.
Terrängen runt Colonia Benito Juárez är kuperad. Runt Colonia Benito Juárez är det ganska glesbefolkat, med 25 invånare per kvadratkilometer. Närmaste större samhälle är Zacualpan, 14,2 km sydväst om Colonia Benito Juárez. I omgivningarna runt Colonia Benito Juárez växer huvudsakligen savannskog.